# Пахомовское сельское поселение (Тюменская область)
Пахомовское се́льское поселе́ние — муниципальное образование в Ишимском районе Тюменской области Российской Федерации.
Административный центр — посёлок Плодопитомник.

## История
Статус и границы сельского поселения установлены Законом Тюменской области от 5 ноября 2004 года № 263 «Об установлении границ муниципальных образований Тюменской области и наделении их статусом муниципального района, городского округа и сельского поселения»

## Население
| 2010  | 2011  | 2012  | 2013  | 2014  | 2015  | 2016  |
| ----- | ----- | ----- | ----- | ----- | ----- | ----- |
| 2422  | ↘2417 | ↗2435 | ↗2501 | ↗2503 | ↘2479 | ↗2490 |
| 2017  | 2018  | 2019  | 2020  | 2021  |       |       |
| ↘2487 | ↘2460 | ↘2432 | ↘2420 | ↘2404 |       |       |

## Состав сельского поселения
| № | Населённый пункт | Тип населённого пункта          | Население |
| - | ---------------- | ------------------------------- | --------- |
| 1 | Быкова           | деревня                         | 277       |
| 2 | Ваньковка        | деревня                         | 659       |
| 3 | Пахомова         | село                            | 538       |
| 4 | Плодопитомник    | посёлок, административный центр | 833       |
| 5 | Сорочкина        | деревня                         | 115       |